# Dirce Lara
 Dirce Aparecida Ferraresso Lara (Paraíso do Norte, 26 de março de 1971) é uma ex-voleibolista indoor brasileira que atuando na posição de ponta serviu as categorias de base da seleção brasileira, pela qual conquistou a medalha de ouro no Campeonato Sul-Americano Juvenil de 1990, na Argentina, e a de prata no Campeonato Mundial Juvenil de 1991, na República Tcheca. Em clubes, conquistou a medalha de ouro no Campeonato Mundial de Clubes de 1994, realizado no Brasil. Desde 2001, dedica-se exclusivamente a carreira de atleta no vôlei de praia.

## Carreira
Aos 16 anos de idade migrou para  Maringá-PR e logo representou a cidade em competições de voleibol e representando Maringá/PR, na categoria juvenil sagrou-se vice-campeã do Campeonato Brasileiro de Seleções de 1988.No ano seguinte migrou para o Rio de Janeiro e foi contratada pelo Lufkin/RJ e foi vice-campeã carioca juvenil de 1989.
Foi convocada para a categoria juvenil da Seleção Brasileira e integrou a equipe  da conquista da medalha de ouro no Campeonato Sul-Americano Juvenil de 1990 em Tucumán-Argentina qualificando o país ao Campeonato Mundial da categoria. No referido  Campeonato Mundial Juvenil  realizado em Brno-República Tcheca alcançou a  no ano de 1991.
Na temporada 1990-1991 defendeu as cores do Armazém das Fábricas ; com passagem também pelo Duçula conquistando  o título do Campeonato Paulista de 1992, primeira divisão [carece de fontes?].E na temporada  1992-93 atuou pela  A.A.Rio Forte e pelo Tijuca T.C..Na temporada 1993-94 atuou pela Nossa Caixa/Recra e conquistou o título do Campeonato Paulista de 1993 e também da Liga Nacional correspondente, nomenclatura anterior da Superliga Brasileira A.Atuou pelo BCN/Guarujá na conquista do título do Campeonato Paulista de 1994.
Na temporada 1994-95 atuou pelo Leite Moça/Sorocaba  e vestiu a camsia#9 ao representar este time na primeira edição da  Superliga Brasileira A 1994-95 conquistando o título. Pelo Leite Moça/Sorocaba também conquistou  título dos Jogos regionais de 1994 e também no mesmo ano disputou o Campeonato Mundial de Clubes, sediado em São Paulo-Brasil e conquistou a medalha de ouro  nesta edição. No ano seguinte conquista o título do Campeonato Paulista  e da Copa Internacional  pelo Leite Moça.
Na temporada seguinte representou a Londrina/Ametur na Superliga Brasileira A 1996-97 quando encerrou na nona posição sob o comando da técnica Farid Giraldi. Em 1998 conquistou a medalha de ouro nos Jogos Regionais de São Paulo , quando representou Presidente Prudente [carece de fontes?].Na temporada 1999-00 foi contratada São Caetano  alcançando o quinto lugar no Campeonato Paulista de 1999 e encerrou na sétima posição na correspondente Superliga Brasileira A. Em 2000 reforçou o Tênis Clube/Oscar Calçados/Fadenp na primeira divisão do Campeonato Paulista, na posição de Ponta, e com a equipe encerrou na décima colocação na Superliga Brasileira A 2000-01.
Após 20 anos de dedicação ao vôlei indoor, migrou em 2001 começou a focar-se na carreira do vôlei outdoor (vôlei de praia)  em seu Estado de origem,  representando  a  Amvp sagrando-se decampeã dos Jogos Abertos do Paraná (Jap´s)  nos anos de 2001, 2002, 2004, 2005, 2006, 2007, 2008, 2009, 2010 e 2011, neste último ano formou dupla com Andressa  e sagrou-se campeãs na cidade  Toledo-PR; na edição desta competição em 2009 conquistou o título ao lado de Andréa Teixeira.
Formou dupla com Rose  em 2002 quando disputaram o Torneio Qualifying em Curitiba para o Circuito Nacional Banco do Brasil e neste ano disputou  a 1ª etapa do Torneio Challenger Banco do Brasil de Vôlei de Praia  em  Campo Grande-MS. Em 2003 formou dupla com Rose na conquista da 1ª Etapa do Circuito Paranaense de Vôlei de Praia em Paranaguá e foi  ao semifinalista no 1ª Etapa do Circuito Paranaense de Vôlei de Praia em Caiobá de 2004.
Nos Jap´s  ficou com os vice-campeonatos nas edições de 2003 e não disputou a 55ª edição dos Jap´s  porque estava em processo de recuperação de  uma lesão no nervo ciático, cuja lesão ocorreu na etapa Circuito Paranaense de Vôlei de Praia, em Curitiba, no mês anterior ao Jap´s. Já  na 56ª edição dos Jap´s , realizados em Cascavel-PR em 2013,  ficou novamente com o vice-campeonato, formou dupla com Karine Macedo.
Em 2005 conquistou ao lado de Andressa o título do 1º Torneio Unimed de Vôlei de Praia em Curitiba, a  Fpv  indicou a dupla formada por ela e  Andressa para disputar torneio principal desta etapa de abertura da temporada do Circuito Banco do Brasil, quando contou com 24 duplas no feminino. Ainda em 2005 disputou a quinta etapa do Circuito Banco do Brasil Vôlei de Praia em Goiânia, válido como um “qualifying de luxo”, quando disputou ao lado de Andréia Teixeira.
Formando dupla com Andressa conquistaram a  II Etapa Caiobá de Vôlei de Praia do Circuito Paranaense de 2007 , repetindo o feito realizado nesta etapa em 2006 com outra formação de dupla, venceu a etapa do Projeto Viva Verão de 2007 em Medianeira, válida como a terceira etapa  do Circuito Paranaense de Vôlei de Praia deste ano. Na temporada de 2008 venceu ao lado de Andressa  a  II Etapa do Circuito de Vôlei de Praia, em Guaratuba. Novamente com Andressa venceu o 1º Open Terra do Sol/Sicredi/Pitty Sports de Vôlei de Praia em 2009, etapa válida pela abertura do Circuito Estadual em Boa Vista da Aparecida.
Em 2009 formando dupla com Andressa, esta com carreira paralela de médica,  e ano que Dirce  se dividia entre sua empresa de assessoria em segurança do trabalho e sua filha de 13 anos representando a Associação de Vôlei de Praia da Cidade Canção finalizaram com a medalha de prata na edição deste ano dos 18ª  edição dos Jogos Abertos Brasileiros (Jab´s)  realizados em Maringá-PR, mas sagrou-se campeã  ao lado de Andressa  na 21ª edição do ano de 2012.
Em 2010 disputou o Desafio Fantástico 4x4 em Guaratuba, onde participaram apenas os atletas com melhor desempenho no Vôlei de Praia nas competições organizadas pela Paraná Esporte em 2009, estes atletas que formaram  duplas campeãs nos Jogos Colegiais, Jogos da Juventude e Jogos Abertos do Paraná  compuseram os  dois quartetos. E nesse ano competiu e conquistou ao lado de Andressa o título da II Etapa do Circuito Paranaense de Vôlei de Praia em Ponta Grossa.
No ano de 2011 recebeu o Troféu Orgulho Paranaense na categoria Jogos Oficiais do Estado, premiação bastante enaltecida por parte do técnico da Amvp : Robson Xavier que declarou que ela era um exemplo não só como profissional e como pessoa, ratificando assim o merecimento do prêmio.Ao lado de Andressa alcançou o seu oitavo título na primeira etapa do Circuito Paranense de Vôlei de Praia e  bronze na 26ª etapa do Circuito Estadual Banco do Brasil Vôlei de Praia em Maringá  e conquistou o título da única etapa disputada no ano de 2012 ao lado de Juliana Simões. Dirce  ao lado de Andressa (Drê) estavam entre as 42 duplas que disputara o Torneio Qualifying no Rio de Janeiro em 2011.
Em 2010 representou a cidade de Presidente Prudente na 54ª edição dos Jogos Regionais na cidade de Assis-SP e conquistou ao lado de Andressa  a medalha de ouro, o mesmo ocorrendo  na 55ª edição dos Jogos Regionais  de São Paulo lado de Juliana Simões , quando conquistaram a medalha de ouro sob o comando do técnico Professor Tum. No ano seguinte representou  ao lado de Jaqueline Cândido  a Semepp na 56ª edição dos Jogos Regionais na cidade de Dracena encerrou com o bronze. Dirce  ao lado de Andressa (Drê) estavam entre as 42 duplas que disputara o Torneio Qualifying no Rio de Janeiro em 2011.
Paralelamente ao vôlei de praia, ela cursou Psicologia na Faculdade Metropolitana de Maringá (Famma). No ano de 2014 se qualificou  Técnica Nível  I  no  1° Curso de Treinadores Nível I, para as categorias sub-21 e sub-19, este organizado pela Universidade Corporativa de Voleibol, coordenada pela CBV. Em 2014 foi homenageada pela Nestlé na evento festivo dos 20 anos da conquista da inédita medalha de ouro no Campeonato Mundial de Clubes de 1994,juntamente com  as suas ex-companheiras de equipe.

## Títulos e resultados
- Jap´s: 2001, 2002, 2004, 2005, 2006, 2007, 2008, 2009, 2010 e 2011[6]
- Jap´s: 2003[6] e 2013[30]
- Circuito Estadual do Paraná de Vôlei de Praia:2004[27]
- Jabs :2012[42]
- Jabs:2009[38]
- Superliga Brasileira A: 1994-95[9]
- Liga Nacional: 1993-94[6]
- Jogos Regionais de São Paulo:1994,[10] 1998 e 2010[54] e 2011[55]
- Jogos Regionais de São Paulo:2012[57]
- Copa Internacional:1995[12]
- Campeonato Paulista: 1994,[7]1995[12]
- Campeonato Carioca Juvenil:1989[3]
- Campeonato Paulista (1ª Divisão):1992

## Premiações individuais
- 2011- Troféu Orgulho Paranaense (Jogos Oficiais do Estado)[6]